# Omega1 Cygni
Omega1 Cygni (ω1 Cyg / 45 Cygni / HD 195556 / HR 7844) es una estrella en la constelación del Cisne de magnitud aparente +4,94.
Comparte la denominación de Bayer «Omega» con Omega2 Cygni, conocida con el nombre de Ruchba.

## Características
Omega1 Cygni es una subgigante blanco-azulada de tipo espectral B2.5IV con una temperatura aproximada de 18.500 K.
Tiene una luminosidad equivalente a 4800 soles y un radio 6,8 veces más grande que el radio solar.
Gira sobre sí mima con una velocidad de rotación de al menos 165 km/s, siendo su período de rotación inferior a dos días.
Es una estrella masiva, con una masa entre 7,5 y 8 masas solares, aunque se halla justo por debajo del límite por encima del cual las estrellas explosionan como supernovas; por tanto, cabe esperar que acabe su vida como una enana blanca masiva.
Aunque está catalogada como una estrella variable —del tipo Beta Cephei—, actualmente se piensa que en realidad no es variable.

## Compañeras estelares
Omega1 Cygni parece tener dos compañeras estelares.
La primera (Omega1 Cygni B), separada visualmente 17 segundos de arco, tiene magnitud +12,9; por su brillo, debe ser una estrella semejante al Sol distante al menos 4800 UA de su brillante acompañante.
De acuerdo a las leyes de Kepler, su período orbital es de más de 8000 años.
La segunda compañera (Omega1 Cygni C), visualmente a 56 segundos de arco —lo que corresponde a una distancia real de más 15.500 UA—, tiene magnitud +9,4.
Posiblemente sea una estrella de tipo A medio que emplea más de medio millón de años en completar una órbita en torno al par interior.
El sistema se encuentra a 910 años luz de distancia del sistema solar.